# Grand Prix Włoch 1924
Grand Prix Włoch 1924 (oryg. IV Gran Premio d’Italia) – jeden z wyścigów Grand Prix rozegranych w 1924 roku oraz trzeci spośród tzw. Grandes Épreuves.

## Lista startowa
Na niebiesko zaznaczeni kierowcy nie zgłoszeni do wyścigu (bądź zgłoszeni jako kierowcy rezerwowi), którzy współdzielili samochód w czasie wyścigu.
| Nr | Kierowca          | Zespół | Samochód              | Silnik |   |
| -- | ----------------- | ------ | --------------------- | ------ | - |
| 1  | Antonio Ascari    |        | Alfa Romeo P2 8C/2000 |        | ? |
| 2  | Christian Werner  |        | Mercedes M72/94       |        | ? |
| 3  | Jules Goux        |        | Rolland-Pilain Schmid |        | ? |
| 4  | Alete Marconcini  |        | Chiribiri 12/16       |        | ? |
| 5  | Giuseppe Campari  |        | Alfa Romeo P2 8C/2000 |        | ? |
| 5  | Cesare Pastore    |        | Alfa Romeo P2 8C/2000 |        | ? |
| 6  | Alfred Neubauer   |        | Mercedes M72/94       |        | ? |
| 7  | Giulio Foresti    |        | Rolland-Pilain Schmid |        | ? |
| 8  | "Nino"            |        | Chiribiri 12/16       |        | ? |
| 9  | Louis Wagner      |        | Alfa Romeo P2 8C/2000 |        | ? |
| 10 | Giulio Masetti    |        | Mercedes M72/94       |        | ? |
| 11 | Ferdinando Minoia |        | Alfa Romeo P2 8C/2000 |        | ? |
| 12 | Louis Zborowski   |        | Mercedes M72/94       |        | ? |
| Nr | Kierowca          | Zespół | Samochód              | Silnik |   |

## Wyniki

### Wyścig
Źródło: teamdan.com
| P                 | + / –     | Nr | Kierowca                        | Konstruktor    | Okr. | Czas / Strata      | Komentarz          |
| ----------------- | --------- | -- | ------------------------------- | -------------- | ---- | ------------------ | ------------------ |
| 1                 | Bez zmian | 1  | Antonio Ascari                  | Alfa Romeo     | 80   | 5:02,05,0          |                    |
| 2                 | 7         | 9  | Louis Wagner                    | Alfa Romeo     | 80   | +16:00,0           |                    |
| 3                 | 2         | 5  | Giuseppe Campari Cesare Pastore | Alfa Romeo     | 80   | +19:54,0           |                    |
| 4                 | 7         | 11 | Ferdinando Minoia               | Alfa Romeo     | 80   | +20:38,4           |                    |
| 5                 | 2         | 3  | Jules Goux                      | Rolland-Pilain | 80   | +1:08:17,0         |                    |
| 6                 | 1         | 7  | Giulio Foresti                  | Rolland-Pilain | 80   | +1:29,58,0         |                    |
| 7                 | 1         | 8  | "Nino"                          | Chiribiri      | 80   | +1:30:25,0         | Nie sklasyfikowany |
| Niesklasyfikowani |           |    |                                 |                |      |                    |                    |
|                   |           | 2  | Christian Werner                | Mercedes       | 68   | Wycofał się        |                    |
|                   |           | 6  | Alfred Neubauer                 | Mercedes       | 66   | Wycofał się        |                    |
|                   |           | 12 | Louis Zborowski                 | Mercedes       | 44   | Tragiczny wypadek  |                    |
|                   |           | 10 | Giulio Masetti                  | Mercedes       | 43   | Brak paliwa        |                    |
|                   |           | 4  | Alete Marconcini                | Chiribiri      | 34   | Awaria mechaniczna |                    |
| P                 | + / –     | Nr | Kierowca                        | Konstruktor    | Okr. | Czas / Strata      | Komentarz          |

### Najszybsze okrążenie
Źródło: teamdan.com
| Nr | Kierowca       | Konstruktor | Czas   | Okr. |
| -- | -------------- | ----------- | ------ | ---- |
| 1  | Antonio Ascari | Alfa Romeo  | 3:43,6 |      |